# Leonel Di Plácido
Leonel Di Plácido (Buenos Aires, 28 de janeiro de 1994) é um futebolista argentino que atua como lateral-direito. Atualmente está sem clube.

## Carreira

### All Boys
Nascido em Buenos Aires, Di Plácido começou sua carreira no All Boys, integrando o elenco em 2013, mas acabou não sendo utilizado pelo treinador ao longo da temporada.
Suas primeiras cinco aparições pelo All Boys foram saindo do banco, então ele teve que esperar até 17 de abril para começar uma partida, contra o Arsenal de Sarandí, que terminou com ele marcando seu primeiro gol de sua carreira, um empate aos 84 minutos assistido por Javier Cámpora.
Embora Di Plácido tenha ganhado uma sequência positiva de jogos, seus companheiros não estavam entrosados dentro de campo. No fim de 2014, o All Boys acabou sendo rebaixado para Primera B Nacional.

#### Atlético Tucumán
Em 2016, Di Plácido foi emprestado ao Atlético Tucumán. Ele estreou pelo clube em 18 de fevereiro de 2016, na vitória de 2-0 sobre o Unión de Santa Fé.

### Lanús
No fim do contrato com o Tucumán, em 24 de agosto de 2017, ele acertou com o Lanús. Ele estreou pelo clube em 17 de julho de 2018, na vitória de 1-0 de Junior Barranquilla.

#### Botafogo
Em 2 de março de 2023, Di Plácido foi anunciado como novo jogador de Botafogo, assinando um contrato de empréstimo que dura até o final do ano. Ele estreou pelo clube carioca em 15 de março, na goleada histórica de 7-1 contra o Brasiliense.
Di Plácido foi titular em praticamente toda a sua passagem pelo Botafogo. Naturalmente, cresceu de rendimento junto com o time, que dominou o primeiro turno do Brasileirão. Ele marcou seu primeiro e único gol contra o Bragantino em 15 de julho. O jogo ficou 2-0 para o Fogão.
Da mesma forma, caiu de produção quando a equipe começou a tropeçar e oscilou em campo. Até perdeu a titularidade certas vezes, mas nada de muito tempo na reserva. Em meio ao fracasso pela perda do título, o lateral ficou fora dos planos do até então técnico Tiago Nunes e foi avisado que não ficaria no elenco para a temporada seguinte.
Di Plácido acabou com sua passagem no Botafogo com 50 partidas, 1 gol e 6 assistências.

#### Sport
Em 22 de julho de 2024, o Sport anunciou a contratação de Di Plácido em um contrato de empréstimo que dura 1 ano. Ele estreou pelo Sport em 2 de agosto, no empate de 1-1 contra o Santos pela Série B, substituindo Fabinho.

## Carreira internacional
Em setembro de 2018, Lionel Scaloni estreava como técnico interino da Seleção Argentina e chamou Di Plácido para amistosos contra Guatemala e Colômbia, nos Estados Unidos.